# ビートコミュニケーション
株式会社Beat Communication（ビートコミュニケーション、英: Beat Communication Co., Ltd.）は、2004年に世界で初めて企業に対してソーシャル・ネットワーキング・サービス（社内SNS、エンタープライズソーシャル）を提供を始めたパイオニアのベンチャー企業である（出典：インターネット白書2006）。
NTTデータ、キヤノンマーケティングジャパングループ、日本生活協同組合連合会、麗澤大学、全日空商事、日本航空株式会社、三菱UFJリサーチ＆コンサルティング、ITX、マツダ自動車や日産をはじめ数々の企業に社内SNSを導入している。ITで世の中の問題を解決しようとしているイノベーション型企業。
2008年には、企業にCO2削減を促すパッケージ「Eco Style」も販売し、多くの企業に導入された。経済産業省の地球温暖化防止運動優秀事例にも選出される（地球温暖化防止運動は、京都議定書による温室効果ガス6パーセント削減達成のために、経済産業省が主体となって取り組んでいる国民運動）。
FORTUNE500の企業ではほとんど社内ソーシャルが活用しており。近年、日本でも社内SNSをテレワークを行っている会社が増えている。
また、311では巨大地震のBCP(Business Continuity Plan)対策にも社内SNSが有効であることが示された慶応義塾大学SFC発ベンチャー企業。

## 沿革
- 2003年
  - 12月 - 慶應義塾大学湘南藤沢キャンパスのSFC Incubation Villageの第4回の六本木ヒルズ開催のイベントにてソーシャルグラフ実験
- 2004年
  - 1月 - 株式会社 Beat Communication設立
  - 12月 - 世界初となる社内SNSパッケージ「Beat Communication」の提供開始
- 2005年
  - 5月 - SNS×Q&Aパッケージ「Beat Style」の提供開始
  - 7月 - ジュピターテレコムとアットネットホームによるJ:COMのインターネット会員向けSNS「＠my ページ」を提供
- 2007年
  - 1月 - SNS＋Wikiパッケージ「Beat Office」の提供開始
  - 6月 - 世界初エコシステム「Eco Style」の提供開始
  - 6月 - 本社を渋谷区東へ移転
- 2008年
  - 7月 - オムロンにグローバルなエコ活動を支援するグリーンITシステム、Eco‐Volun（エコボラン）を開発導入（CO2削減する仕組みとして国内外グループ全社員（38カ国／約35000人）が地球環境保護やボランティア活動で使用）[11]
- 2009年
  - 2月 - NTTデータへ導入した弊社SNS「Nexti」が社団法人企業情報化協会（通称IT協会）主催の「平成20年度第26回IT賞」にてITマネジメント革新賞を受賞[12]
  - 3月 - 「Eco Style」が経済産業省の地球温暖化防止運動優秀事例に選出される
  - 3月 - LinkedIn、Friendsterなどとともに世界中のソーシャルのスペシャリストが集うイベント「世界SNSフォーラム」に招待され講演（イギリス・ロンドンのオリンピアで開催）
- 2010年
  - 4月 - 英語版SNSパッケージ「Beat Office English」の提供開始
  - 12月 - 本社を南青山へ移転
- 2011年
  - 9月 - SNSパッケージ「Beat Shuffle」の提供開始
- 2013年
  - 3月 - テレビ番組「日経CNBC」に取り上げられる
  - 4月 - 本社を東京都恵比寿へ移転
- 2015年
  - 3月 -  SNSパッケージ「Beat Shuffle」のオンプレミスでの提供開始
  - 4月 -  SNSパッケージ「Beat Shuffle」のiOS、Android版ネイティブアプリの提供開始
  - 5月 -  SNSパッケージ「Beat Shuffle」の外部連携機能の提供開始[13]
  - 7月 - SNSパッケージ「Beat Messenger」(社内版メッセンジャー)の提供開始
- 2016年　
  - 6月 - SNSパッケージ「Beat Shuffle」に社外コミュニケーション承認機能実装
- 2018年  
  - 4月 - SNSパッケージ「Beat Shuffle」グローバルカスタマイズ版企業導入
  - 8月 - SNSパッケージ「Beat Messenger」(社内版メッセンジャー)PC版リリース
  - 10月 - SNSパッケージ「Beat Messenger」(社内版メッセンジャー)サラリーマンスタンプ、偉人スタンプリリース
- 2020年
  - 11月 - 本社を青山一丁目へ移転
- 2023年
  - 6月 - 企業向け最先端AIマーケティングプラットフォームの日本市場における販売を開始。

## 事業内容
- ソーシャルネットワークの受注、開発／システムの開発、構築／インターネット上のコミュニティサイトの構築、運営
- ソーシャルソフトウェアの企画、開発、カスタマイズ、管理、運営及び販売
- ソーシャルソフトウェアのASP及びオンプレミス（買取）販売
- ソーシャルマーケティング等の広告、宣伝に関する企画並びに運営
- メッセージングサービスやIoT（Internet of Things）などのコンサルティング
- グローバルマーケティングなどのコンサルティング
- ウェアラブルなどIoTソリューションの開発
- 越境ECなどのコンサルティング
- AIマーケティングプラットフォームなどの製品の販売
- ナレッジマネジメントやソーシャルネットワークの講演（実績：アカデミーヒルズ（六本木ヒルズ）、日立アカデミー、NTT、NEC Learning、日本ナレッジ・マネジメント学会、Business Blog & SNS World、Social Networking World Forum、GINZA SIX）

## 製品とサービス
- Beat Shuffle (ソーシャル)
- Beat Office
- Beat Messenger
- Beat Style
- Beat Pro
- Beat Media

## 主なメディアピックアップ
- 日経CNBC ニュース番組（2013年3月）
- 日本テレビ「ヒルナンデス」
- フジテレビ ニュース番組など多数

## 出版物
- 『3・11を支えた小さなヒーロー達-ソーシャル革命が示す日本の復興と未来』（ごま書房新社）出版
- 『SNSマーケティング入門 上客を育てる23の方法』（インプレスR&D）出版
- 『ビジネスSNSブック』（マイナビ出版）出版
- 『Google+の衝撃』（ベストセラーズ）出版